# Birkagårdens folkhögskola
Birkagårdens folkhögskola i Stockholm grundades av Natanael Beskow och Ebba Pauli 1916 som en del av Birkagården. Den var Sveriges första externatfolkhögskola. Skolans huvudmän är ABF och Stiftelsen Birkagården. Skolan startades i Stiftelsens lokaler på Karlbergsvägen i Stockholm. När ABF-huset på Sveavägen stod klart 1961 flyttade skolan dit. I dessa lokaler finns idag majoriteten av folkhögskolans kursutbud.

## Utbildningar
Skolan har utöver allmän kurs, som leder till att den studerande blir behörig till högskolestudier, ett flertal olika utbildningar. Bland annat ges etableringskurs för nyanlända, yrkeskurser med bland annat inriktning elevassistent och lärassistent samt högskolestudieförberedande linjer i klassisk musik respektive konst.

### RockMusikLinjen - RML
Skolan driver också RockMusikLinjen - RML. Utbildningen startas 1989 som ett samarbete med Fryshuset. Det är en studiemedelsgrundande ettårig musikutbildning och som vänder sig till musiker som vill fördjupa och bredda sina kunskaper inom rock, pop och soul-traditionen. Större delen av utbildningen sker i ensembleform. Linjen består av fyra inriktningar: Musiker, Låtskrivare, HF (Högskoleförberedande) och slutligen EP som vänder sej till elever som gått någon av dom tidigare inriktningarna och vill fördjupa sej i egen musikproduktion.

### Seniorlinjen
Seniorlinjen vänder sig till alla pensionärer och består av två linjer: Allmän kurs samt Lär och res-kurs. Den allmänna kursen pågår under två år och deltagarna studerar två dagar i veckan.  Kursinnehållet syftar till att ge kännedom om kulturarv och samhällsfrågor genom praktisk och teoretisk undervisning. Kursen kan ge behörighet till högre studier. Lär- och reskurserna startade hösten 1999 som ett projekt med stöd av Utrikesdepartementet (och hette då Europalinjen). Idag består linjen av flera kurser med fokus på olika delar av Europa. 2020 ges en treårig Europakurs samt ettåriga kurser med fokus på Spanien respektive Rom. Syftet är att ge deltagarna förutsättningar att förstå och ta ställning till frågor som rör EU. Tidigare har kurser på andra teman hållits, bland annat en om Balkan som startade 2012.